# STS-78
STS-78 (englisch Space Transportation System) ist eine Missionsbezeichnung für das US-amerikanische Space Shuttle Columbia (OV-102) der NASA. Der Start erfolgte am 20. Juni 1996. Es war die 78. Space-Shuttle-Mission und der 20. Flug der Raumfähre Columbia.

## Mannschaft

### Hauptmannschaft
- Terence Henricks (4. Raumflug), Kommandant
- Kevin Kregel (2. Raumflug), Pilot
- Susan Helms (3. Raumflug), Missionsspezialistin
- Richard Linnehan (1. Raumflug), Missionsspezialist
- Charles Brady (1. Raumflug), Missionsspezialist
- Jean-Jacques Favier (1. Raumflug), Nutzlastspezialist (CNES/ Frankreich)
- Robert Thirsk (1. Raumflug), Nutzlastspezialist ( CSA/ Kanada)

Henricks und Kregel waren bereits bei STS-70 gemeinsam als Kommandant und Pilot geflogen.

### Ersatz
- Pedro Duque ( ESA/ Spanien) für Favier
- Luca Urbani (ASI/ Italien) für Thirsk

## Missionsbeschreibung
41 Experimente von Wissenschaftlern aus elf Nationen wurden während der bisher längsten Shuttle-Mission im Spacelab und im Mitteldeck durchgeführt. Schwerpunkte waren die Lebenswissenschaften Medizin und Biologie sowie die Mikrogravitation.

### Medizinische Untersuchungen
Erforscht wurden die Auswirkungen der Schwerelosigkeit auf einzelne Muskel- und Knochengewebe. So wurden durch Atmungs- und Pulsmessungen Belastungstests vorgenommen und die Effekte auf einzelne Muskelfasern gemessen. Ermittelt wurden ebenso die Reaktionen des Körpers insbesondere des Nervensystems auf den fortschreitenden Muskelschwund. Dazu wurden Messungen der Muskelaktivität an Hand, Arm und Bein vorgenommen. Mit Hilfe von Blutproben konnte der Hormonspiegel festgestellt werden. Weitere Untersuchungen betrafen die Kontraktionsfähigkeit der Muskeln, den Zusammenhang zwischen Kontraktionsgeschwindigkeit und Belastung sowie zwischen Stärke des Nervenimpulses und Muskelkontraktion, die Veränderung des Muskelvolumens während und nach dem Raumflug, das Verhältnis von Körperfett und Muskelmasse und die Leistungsfähigkeit der Skelettmuskulatur vor, während und nach dem Raumflug. Bei nahezu allen medizinischen Experimenten wurden Daten sowohl auf der Erde als auch im Weltraum gesammelt. Da in der Schwerelosigkeit kaum körperliche Belastungen auftreten, wird die Neubildung von Muskel- und Knochenzellen teilweise stark eingeschränkt.
Studiert wurden auch Effekte eines veränderten Stoffwechsels in verschiedenen Zelltypen. So arbeitete man an der Entwicklung einer Behandlungsmethode gegen den Calciumabbau in den Knochen. Dazu wurde ein seltenes Calciumisotop verabreicht, dessen Anlagerung in den Knochen nach der Rückkehr auf die Erde gemessen wurde. Das Calciumpräparat wurde erstmals 10 Tage vor dem Flug und letztmals 7 Tage nach der Landung aufgenommen. Ebenfalls mit Hilfe seltener Isotope wurde der Zusammenhang zwischen Energieverbrauch und Kalorienaufnahme untersucht. Ein höherer Energieverbrauch kann zum Zusammenbruch der Proteinreserven in den Muskeln führen. Die Messung des Energieumsatzes erfolgte über die Feststellung der Isotopenzusammensetzung im Urin und Speichel der Probanden. Dazu wurden vergleichende Untersuchungen unter Belastung im Weltraum und auf der Erde sowie im Ruhezustand vorgenommen.
Zur Überprüfung der Lungenfunktion wurden Atemtests mit Luft und einem speziellen Testgas durchgeführt. Dabei wurden die Bewegungen des Brustkorbes mit einem speziell dafür entwickelten Gurt gemessen. Auch hier wurden vergleichende Daten vor und nach dem Flug gesammelt. Über die Erfassung der Körpertemperatur über einen ganzen Tag, der Hirnströme, Augenbewegungen und Muskelkontraktionen während des Schlafes und über Urinproben wurden Veränderungen im Biorhythmus aufgespürt. Interessiert waren die Wissenschaftler aber auch an der kognitiven Leistungsfähigkeit der Raumfahrer zu verschiedenen Tageszeiten. Deshalb wurden mit einem Laptop-Computer Erkennungs- und Denktests durchgeführt. Die Geschwindigkeit und die Genauigkeit der Lösung der gestellten Aufgaben soll Aussagen darüber ermöglichen, wie der Wechsel von Arbeits- und Erholungsphasen die Leistungsfähigkeit der Astronauten auch bei längeren Raumflügen positiv beeinflussen kann.
Schließlich wurden Gleichgewichtsuntersuchungen durchgeführt. Ohne die Wirkung der Schwerkraft wird das Vestibularorgan im Innenohr mit Reizen überflutet. Der Körper der meisten Raumfahrer reagiert darauf mit Übelkeit und verminderter Leistungsfähigkeit. Eine Anpassung dauert meistens mehrere Tage. Während der Columbia-Mission wurden durch spezielle Messeinrichtungen die Bewegungen von Augen, Kopf und Oberkörper zu Beginn der Mission, nach einigen Tagen und kurz vor der Rückkehr auf die Erde gemessen und aufgezeichnet. Damit sollte erfasst werden, wie schnell der Anpassungsvorgang abläuft. Bei einem zweiten Experiment zu diesem Problemkreis trugen die Astronauten einen Cyberhelm, auf dessen Bildschirmen sie bewegliche Objekte angezeigt bekamen. Denen sollten sie mit den Augen folgen. Die Bewegungen des Kopfes und die Augenkoordination wurde aufgezeichnet.

### Biologische Experimente
Schäden in der Holzwirtschaft treten auf, wenn Bäume plötzlich ohne erkennbaren Grund krumm
wachsen. Dabei entsteht minderwertiges Holz. Anhand von Piniensaatlingen wurde ohne den Einfluss der Gravitation untersucht, was in einem solchen Falle genau in den Zellen vorgeht. Missbildungen wurden fotografisch dokumentiert.
Am Beispiel des Medakafisches wurde die Embryonalentwicklung studiert. Dabei interessierten insbesondere die Unterschiede zwischen der Entwicklung im Weltraum und auf der Erde. Dazu wurden die 36 Embryos in verschiedenen Entwicklungsstadien eingefroren. Die genaue Untersuchung erfolgt erst nach dem Flug.
Die Rolle von Corticosteroiden beim Knochenschwund während eines Raumfluges wurde durch die Messung von Knochenmasse, Knochenneubildung und Knochenzellaktivität ermittelt. Dazu wurden 12 Laborratten in zwei Modulen auf dem Mitteldeck der Columbia gehalten.

### Mikrogravitationsforschung
In der Bubble, Drop and Particle Unit (BDPU) können Tropfen oder Blasen unterschiedlicher Größe in Probenbehälter, die mit einer Flüssigkeit gefüllt sind, gegeben werden. Durch die Variation von Temperatur, Druck und elektrischen Feldern lässt sich das Verhalten der Einschlüsse in verschiedenen Situationen studieren. Insbesondere wurden Schmelz-, Erstarrungs-, Verdampfungs-, Kondensations- und Strömungsvorgänge beobachtet. Untersucht wurden die Störung der Kristallisation durch Gasblasen, die selbständige Trennung einzelner Komponenten in Stoffgemischen während des Schmelzens oder Erstarrens sowie Entstehung und Zusammenbruch von Dampfblasen beim lokalen Erhitzen oder Kühlen von Flüssigkeiten bzw. Gaseinschlüssen. Ebenfalls erforscht wurde die Siedekühlung von kleinen Bauteilen in der Schwerelosigkeit und die Stabilität von Streifen dielektrischer Flüssigkeiten innerhalb eines elektrischen Feldes. Dabei verändern Flüssigkeiten wie Motor- oder Silikonöl ihre elektrischen Eigenschaften minimal. Werden sie an den Enden auseinandergezogen, so reißt der Flüssigkeitsfilm im elektrischen Feld später (Elektrodynamik flüssiger Brücken). In der BDPU wurden auch Experimente zur Bewegung von Blasen in einer Flüssigkeit, die sich in einem Behälter befindet, der auf einer Seite erhitzt und auf der anderen Seite gekühlt wird, vorgenommen. Dadurch ergeben sich Unterschiede in der Oberflächenspannung, welche die Bewegungen der Blasen beeinflussen. Die Oberflächenspannung ist auch Ursache für turbulente Konvektionsflüsse in mehrschichtigen Flüssigkeitsfilmen unterschiedlicher Temperatur. Verwendet wurde hierbei Methanol, das sich zwischen einer kalten und einer warmen Oktanschicht befand. Durch Observation der Fließgeschwindigkeiten aller drei Schichten wurde festgestellt, bei welchen Temperaturwerten sich die Strömung destabilisierte (Marangoni-Konvektion). Schließlich wurde die Bewegung von Blasen und Tropfen in einer Flüssigkeit bei unterschiedlichen Temperaturen beobachtet. Forschungsschwerpunkt hierbei war die gegenseitige Beeinflussung der 6 bis 10 Tropfen oder Blasen, die bei jedem Testlauf injiziert wurden.
Mit der Advanced Gradient Heating Facility (AGHF) werden Kristallisationsexperimente durchgeführt. Dabei kann der Rand der Erstarrungszone durch einen Stromimpuls markiert werden (Pektier Impuls Markierung). Auf der Erde lassen sich die Erstarrungsfronten dann in Querschnitten der hergestellten Kristalle feststellen. Damit ist eine exakte Bestimmung der Wachstumsrate möglich. 6 Untersuchungen wurden insgesamt absolviert. So wurde eine vergleichende Studie zur Bildung von porösen und dendritischen (baumartigen) Kristallen einer Aluminiumlegierung in der Schwerelosigkeit und bei normaler Gravitation durchgeführt. Poröse Kristalle entstehen bei schneller Abkühlung, dendritische bei sehr schneller Schockkühlung. Forschungsgegenstand war der Grenzbereich zwischen beiden Kristallisationsarten. Außerdem erforscht wurden die Kristallisation von Legierungen, die auf der Erde nicht gemischt werden können (Aluminium- und Indiumproben), die Auswirkungen der Konvektion (Oberflächenströmung) auf die Grenzflächenkrümmung während des Wachstums von Gallium-Indium-Antimonid-Kristallen, die Bildung einer länglichen oder runden Kristallkörnung in Abhängigkeit von der Temperatur und anderen Faktoren bei Aluminium-Kupfer-Legierungen und das Einschließen oder Herausschieben von keramischen Partikeln (Zirconium) an Grenzflächen erstarrender Metalle (Aluminium bzw. Aluminium-Nickel-Legierung). Falls die Partikel in die Kristallstruktur eingebaut werden, ergeben sich häufig verbesserte Eigenschaften, wie höhere Festigkeit und Elastizität. Welche Bedingungen für einen Einbau günstig sind, war ebenfalls von Interesse. Auf der Erde wurden derartige Vorgänge mit organischen Substanzen und Polystyrolkügelchen simuliert.
Wie bei jedem Flug befand sich auch eine Anlage zur Herstellung von Proteinkristallen an Bord. Die Experimente werden von der Erde aus gesteuert (TeleScience), die Astronauten müssen den Komplex nur einschalten. Auf diese Weise gelangten etwa 5.000 Bilder von Kristallisationsvorgängen auf die Erde. Die Kristalle selbst wurden nach der Rückkehr auf die Erde mit speziellen Röntgenverfahren analysiert. Bei der Mission STS-78 wurden der Rezeptor des epidermalen Wachstumsfaktors EGF synthetisiert und die Kristallisation von Cyanin-Bestandteilen zur Entwicklung verbesserter Antikrebsmedikamente untersucht. Weitere Proben enthielten RNA-Moleküle, Lysozyme, Zellkernbestandteile, Photosystem I, Bacteriorhodopsin, das Apoptose-Protein CcdB sowie schwefelhaltige Alkohol-Dehydrogenase. Die Untersuchungen sollen zur Entwicklung neuartiger Medikamente beitragen und die günstigsten Bedingungen für die Herstellung besonders reiner und regelmäßiger Proteinkristalle aufzeigen.
Störungen im Kristallaufbau können dabei durch die minimalen Beschleunigungen auftreten, die von Triebwerkszündungen, der Bremswirkung der oberen Atmosphäre und den Bewegungen der Raumfahrer verursacht werden. Da man sie nicht vermeiden kann, werden sie gleich mit drei Anlagen sehr genau gemessen. SAMS erfasst kurzzeitige Beschleunigungen, OARE länger anhaltende. Beide Experimente gehören zur Standardausstattung des Shuttle. Die Microgravity Measurement Assembly (MMA) ist ein Sensorennetzwerk, das im Spacelab installiert ist und alle Beschleunigungen zuverlässig misst.
Zu den Routineexperimenten an Bord gehörten das Amateurfunksystem SAREX, die fotografische Dokumentation besonderer Ereignisse auf der Erde (z. B. Waldbrand in Arizona) und die Erprobung des neuen Wärmeregulationssystems FES. Besonders hervorgehoben wurde der Einsatz eines Videokonferenzsystems, mit dem Beratungen zwischen den Astronauten und den Wissenschaftlern auf der Erde über den Fortgang und eventuelle Änderungen der Experimente direkt erfolgen konnten. Die Columbia landete nach einem erfolgreichen Flug mit nur geringen und lösbaren technischen Problemen auf dem Gelände des Kennedy Space Center. Die geplante Flugdauer war auf Anfrage der Wissenschaftler am Boden um einen Tag verlängert worden.